# Eparchia di Dušanbe e del Tagikistan
L'eparchia di Dušanbe e del Tagikistan (in russo: Душанбинская и Таджикистанская епархия) è stata eretta il 27 luglio 2011 per decisione del Santo Sinodo della chiesa ortodossa russa ricavandone il territorio dall'eparchia di Tashkent, contestualmente alla creazione del distretto metropolitano dell'Asia centrale, di cui è entrata a far parte. La nuova eparchia riunisce le parrocchie ortodosse presenti nel territorio del Tagikistan e ha sede a Dušanbe, dove si trova la cattedrale di San Nicola. L'attuale arcivescovo eparca è Pitirim (Tworogow).